# Туфани (Прахова)
Туфани (рум. Tufani) насеље је у Румунији у округу Прахова у општини Драганешти. Oпштина се налази на надморској висини од 73 m.

## Становништво
Према подацима из 2002. године у насељу је живело 81 становника, од којих су сви румунске националности.